# 県北振興局

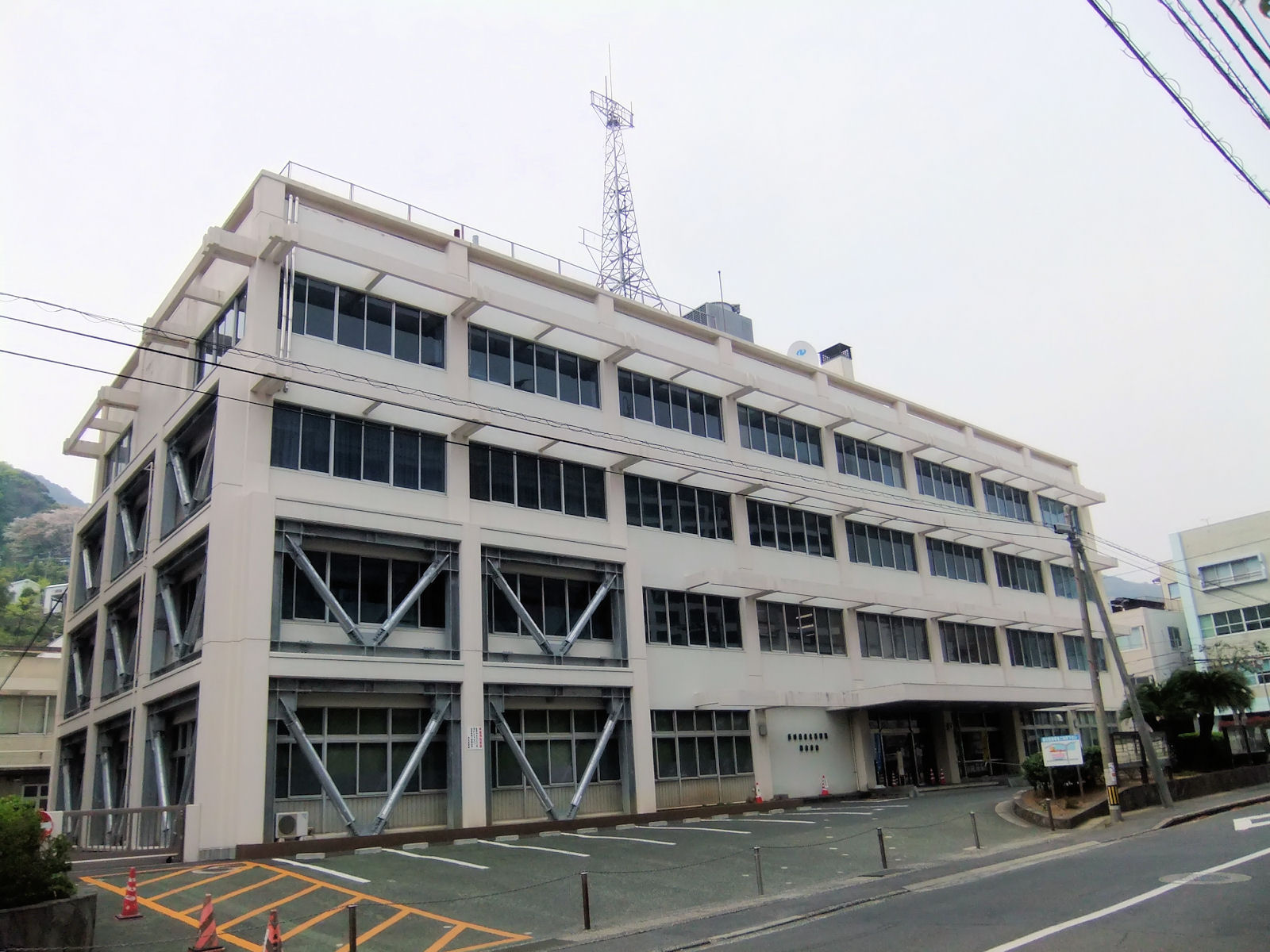
県北振興局本庁舎（2011年4月）

県北振興局（けんほくしんこうきょく）は、長崎県の県北地域を管轄する出先機関。本庁舎は佐世保市に置かれている。

## 所在地
本庁舎
- 〒857-0041佐世保市木場田町3番25号（北緯33度10分45.5秒 東経129度42分48.4秒 / 北緯33.179306度 東経129.713444度）

天満庁舎（旧県北会館）
- 〒857-0043　佐世保市天満町1番27号（北緯33度10分39.7秒 東経129度42分58.7秒 / 北緯33.177694度 東経129.716306度）

吉井庁舎（旧・県北農業改良普及センター）
- 〒859-6325　佐世保市吉井町大渡80番地（北緯33度16分3.4秒 東経129度41分20.6秒 / 北緯33.267611度 東経129.689056度）

## 所管
| 長崎地域 県北地域 県央地域 島原地域 | 五島地域 壱岐地域 対馬地域 |

長崎県 地域区分図（振興局の地域づくり分野などの所管）
長崎地域
県北地域
県央地域
島原地域
五島地域
壱岐地域
対馬地域
（濃色が市部、淡色が郡部）

振興局の扱う業務のうち、地域づくり分野などの所管は以下の4市5町。
- 佐世保市
- 平戸市
- 松浦市
- 西海市
- 北松浦郡（佐々町、小値賀町）
- 東彼杵郡（東彼杵町、川棚町、波佐見町）

保健部、水産課、農林部は一部の市町が別の管轄。
- 保健部は、平戸市、松浦市、北松浦郡（佐々町）を所管。佐世保市は佐世保市保健所、西海市は長崎振興局保健部（西彼保健所）、小値賀町は五島振興局上五島支所保健部（上五島保健所）、東彼杵郡は県央振興局保健部（県央保健所）の所管。
- 水産課は、佐世保市、平戸市、松浦市、北松浦郡（佐々町、小値賀町）を所管。西海市と東彼杵郡は長崎振興局 管理部 県央水産普及指導センターの所管。
- 農林部は、佐世保市、平戸市、松浦市、北松浦郡（佐々町、小値賀町）を所管。西海市と東彼杵郡は県央振興局 農林部の所管。

## 組織
2009年（平成21年）6月現在。特記なき部署は県北振興局本庁舎に配置されている。
- 管理部
  - 総務課
    - パスポートの発券業務を行っていたが、2017年（平成29年）6月1日より佐世保市に発券業務が移管されたため、県北振興局のパスポート窓口は廃止された。

  - 企画振興課
  - 会計課
- 税務部
  - 納税課
  - 課税課
- 保健部（県北保健所、〒859-4807 平戸市田平町里免1126番1号、（北緯33度21分46.0秒 東経129度35分8.0秒 / 北緯33.362778度 東経129.585556度）
  - 企画調整課
  - 衛生環境課
  - 地域保健課
- 商工水産部
  - 商工観光課
  - 労政課
  - 水産課：天満庁舎
  - 県北水産業普及指導センター：天満庁舎
- 農林部
  - 農業振興課：吉井庁舎
  - 技術普及課：吉井庁舎
  - 用地管理課
  - 土地改良課
  - 林業課
  - 森林土木課
  - 衛生課
  - 防疫課
  - 県北家畜保健衛生所（〒858-0911 佐世保市竹辺町92番地、 北緯33度12分2.8秒 東経129度40分32.9秒）
- 建設部
  - 管理第一課・管理第二課
  - 用地第一課・用地第二課
  - 道路建設第一課・道路建設第二課
  - 道路維持第一課・道路維持第二課
  - 河川防災課
  - 港湾漁港課
  - 建築課
  - 田平土木維持管理事務所（〒859-4825 平戸市田平町山内免808番地、北緯33度22分1.1秒 東経129度34分55.1秒）
  - 大瀬戸土木維持管理事務所（〒857-2301 西海市大瀬戸町瀬戸板浦郷1128番16号、北緯32度56分32.1秒 東経129度38分17.5秒）
  - 県北ダム管理事務所
  - 雪浦ダム管理事務所（〒857-2321 西海市大瀬戸町雪浦幸物郷3番地、北緯32度57分18.4秒 東経129度41分52.7秒）

## 沿革
- 1947年（昭和22年）4月 - 佐世保市平瀬町に「長崎県佐世保出張所」が設置される。
- 1955年（昭和30年）11月 - 長崎県佐世保出張所と北松浦地方事務所が統合され、「県北支庁」が設置される。
- 1963年（昭和38年）4月 - 県北支庁が廃止され、「県北開発振興局」が設置される。
- 実施時期不明 - 「県北振興局」に改称。
- 2009年（平成21年）4月 - 組織改編が行われる。
  - 県北開発振興局・県北水産業普及指導センター - 管理部・商工水産部
  - 県北県税事務所 - 税務部
  - 県北保健所 - 保健部
  - 県北農業改良普及センター - 農林部
  - 田平土木事務所・大瀬戸土木事務所 - 建設部
- 2017年（平成29年）6月1日 - 佐世保市にパスポート発券業務を移管し、県北振興局のパスポート窓口を廃止。

## 関連事項
- 長崎県・長崎県庁
- 長崎振興局・島原振興局・県央振興局・五島振興局・壱岐振興局・対馬振興局